# Imrich Modory
Imrich Modory (13. března 1922 – 1. června 1995) byl slovenský fotbalový obránce. Věnoval se také myslivosti.

## Hráčská kariéra
V československé nejvyšší soutěži hrál za ŠK Baťovany při jejich jediné účasti, vstřelil dvě prvoligové branky. Zasáhl do všech prvoligových utkání Baťovan, což se povedlo už jen Michalu Štibrányimu.

### Prvoligová bilance
| Ročník             | Zápasy | Góly | Minuty | Klub        |
| ------------------ | ------ | ---- | ------ | ----------- |
| I. liga 1945/46    | 18     | 2    | –      | ŠK Baťovany |
| CELKEM I. ČS. LIGA | 18     | 2    | –      |             |